# Thrixspermum pygmaeum
Thrixspermum pygmaeum là một loài thực vật có hoa trong họ Lan. Loài này được (King & Pantl.) Holttum miêu tả khoa học đầu tiên năm 1960.